# Oceanijsko prvenstvo u rukometu 2010.
Oceanijsko prvenstvo u rukometu u rukometu bio je četvrto izdanje tog natjecanja za muškarce, te ujedno izlučni turnir za mjesto na SP 2011. u Švedskoj. 
Natjecanje se održalo u Porirui, Novi Zeland, od 8. do 10. svibnja 2010.

## Ishodi
- - prvo kolo

- Australija -  Kukovi otoci 41:13
- Australija -  Novi Zeland 30:17

- - drugo kolo,

- Novi Zeland -  Australija 16:30
- Kukovi otoci -  Novi Zeland 21:36

- - treće kolo,

- Kukovi otoci -  Australija 7:46
- Novi Zeland -  Kukovi otoci 31:12

## Vanjske poveznice
- Oceanijski rukometni savez  Arhivirana inačica izvorne stranice od 4. prosinca 2008. (Wayback Machine)